# Hayward High School
Hayward High School er et offentligt gymnasium i Hayward i Californien og en af fire gymnasier i byen. Det er en af de ældste gymnasier i det nordlige Californien. Den officielle maskot for Hayward High er en lanmand, der daterer sig tilbage til Haywards periode som et landbrugscenter. Dens emblem har en landmand med en plov.
Hayward High havde en indskrivning på 1.694 studerende i 2009-2010-skoleåret.
Den amerikanske bokser Andre Ward, der er nuværende WBA-mester i supermellemvægt har tidligere gået på skolen.
37°40′20″N 122°04′05″V / 37.6722°N 122.068°V